# Banda Jena d'indis choctaw
La Banda Jena d'indis choctaw és una de les tres tribus reconegudes federalment dels amerindis choctaws. Té la seva base a les parròquies de La Salle i Catahoula a l'estat de Louisiana. La Banda Jena Band va rebre el reconeixement federal en 1995. Els membres de la tribu són 241.

## Govern
La tribu té la seu a Jena (Louisiana). El cap actual de la Banda Jena és Cheryl Jackson Smith.

## Reserva
La Banda Jena d'indis choctaw (31° 26′ 16″ N, 92° 29′ 56″ O / 31.43778°N,92.49889°O) està situada en dues parts separades dins la parròquia de Grant (Louisiana), vora la vila de Creola. La secció més gran es troba al nord-oest de la vila, mentre que la secció més petita es troba a la vila.

## Cultura
La cultura choctaw ha evolucionat molt al llarg dels segles, combinant majorment influències d'euroamericans; no obstant això, la interacció amb Espanya, França i Anglaterra també l'han conformat en gran manera. Eren coneguts per la seva ràpida incorporació de la modernitat, el desenvolupament d'un llenguatge escrit, la transició a mètodes de cultiu yeoman, i l'acceptació d'euroamericans i afroamericans en la seva societat.